# دانیل آدلانگ
دانیل آدلانگ (انگلیسی: Daniel Adlung؛ زادهٔ ۱ اکتبر ۱۹۸۷) بازیکن فوتبال اهل آلمان است.
از باشگاه‌هایی که در آن بازی کرده‌است می‌توان به باشگاه فوتبال وولفسبورگ، باشگاه فوتبال آلمانیا آخن، باشگاه فوتبال گروتر فورث، باشگاه فوتبال مونیخ ۱۸۶۰، باشگاه فوتبال انرژی کوتبوس، و باشگاه فوتبال نورنبرگ اشاره کرد.
وی همچنین در تیم ملی فوتبال زیر ۲۱ سال آلمان بازی کرده‌است.